# Мадиган, Лаура
Лаура Мадиган (швед. Laura Madigan, настоящее имя Eleonora Cecilia Christina Maria Olsen, 25 марта 1849(?) — 4 ноября 1918) — шведская артистка цирка.

## Биография
Элеонора Сесилия Кристина Мария Ольсен родилась в 1849 г., хотя эта дата может не соответствовать действительности — сведения об этом отсутствуют в финских регистрационных книгах. Её отцом был норвежский циркач Олай Элиас Ольсен, а матерью — Анна-Мария Ольсен. Детство Элеоноры прошло в Финляндии и Швеции.
В 1867 г. она путешествовала с французским цирком Cirque du Nord Дидье Готье по северу Германии. Там она сошлась с датским циркачом Фредриком Йенсеном, от которого у неё в декабре того же года во Фленсбурге родилась дочь Хедвига (впоследствии называвшаяся Эльвирой Мадиган). Элеонора и Фредрик не были женаты. Цирковая труппа отправилась в Данию, но Элеонора покинула цирк Готье и отца своей дочери и осталась с цирком Ренц выступать в Германии и Австрии. Здесь она взяла себе сценическое имя «фройляйн Ульбинска». В Берлине 30 марта 1871 г. она родила сына, которого назвала Рихард Генрих Ольсен, который впоследствии будет известен как цирковой артист Оскар Мадиган. Его отец остался неизвестным.
В 1873—1874 гг. Элеонора по её словам работала в Америке. В 1875 г. она снова гастролировала с цирком Майерса по Австрии и Германии. Здесь она познакомилась с американским циркачом Джоном Мэдиганом, вышла за него замуж и взяла его фамилию, называясь Лаурой Мадиган. Она с мужем перешла в цирк Франсуа Луассета, который в 1876—1877 гг. гастролировал в северной Германии и Скандинавии. После смерти Луассета его цирк был распущен, и Мадиганы переехали в Россию, выступая с цирком Чинизелли в Санкт-Петербурге и цирком Хинне в Москве.
Летом 1879 г. у Мадиганов был уже свой цирк в Финляндии, а дочь Лауры Эльвира выступала на канате. К тому времени подросшая Эльвира с её трюками на канате уже была известной в Европе, и Мадиганы ездили по Европе с приёмной дочерью Лауры Гизелой Брож.
В 1887 г. Мадиганы открыли свой второй цирк в Дании, с которым совершили тур в Швецию, в 1888 г. посетил Кристианстад. Здесь Эльвира увлеклась офицером Сикстеном Спарре, и они долго друг с другом переписывались, пока в 1889 г. она не сбежала с ним из семьи, а два месяца спустя Спарре убил её и покончил с собой.
В августе 1897 г. цирк приехал в шведский город Евле. В здании, где Мадиганы остались на ночь, вспыхнул пожар. Джон Мэдиган хоть и сумел выбраться из огня, но получил сильные ожоги и спустя два дня скончался. Он был похоронен в Евле, а Лаура ещё пять лет продолжала самостоятельно управлять цирком. В 1902 г. она продала свой цирк его некоему Хеннингу Орландо, а сама переехала в Лимхамн, где и жила до своей смерти в 1918 г.